# Hyperthaema albipuncta
Hyperthaema albipuncta là một loài bướm đêm thuộc phân họ Arctiinae, họ Erebidae.